# Chad Green
Chad Elton Green, född den 28 juni 1975 i Dunkirk i delstaten New York, är en amerikansk före detta professionell basebollspelare som tog brons för USA vid olympiska sommarspelen 1996 i Atlanta.
Green gick i skola vid University of Kentucky och spelade för Kentucky Wildcats och spelade därefter nio säsonger i Minor League Baseball 1996–2003 och 2005, men fick aldrig chansen i Major League Baseball (MLB). På sina 741 matcher i farmarligorna hade han ett slaggenomsnitt på 0,252, 46 homeruns och 258 RBI:s (inslagna poäng).